# Leandro Armani
Leandro Diego Armani (né le 23 décembre 1983 à Casilda en Argentine) est un joueur de football argentin qui évolue au poste d'attaquant.

## Biographie
Il dispute trois matchs en Copa Libertadores avec le club de l'Independiente Santa Fe.
Il termine meilleur buteur de la deuxième division argentine en 2010, avec 19 buts.

## Palmarès
Tiro Federal Argentino
- Championnat d'Argentine D2 :
  - Meilleur buteur : 2009-10 (19 buts).